# لسر ساموئلز
لسر ساموئلز (انگلیسی: Lesser Samuels؛ زاده ۲۶ ژوئیه ۱۸۹۴ درگذشته ۲۲ دسامبر ۱۹۸۰) یک فیلم‌نامه‌نویس اهل ایالات متحده آمریکا بود.